# Lugansk
Lugansk (en ruso: Луга́нск; en ucraniano: Луга́нськ) es una ciudad ucraniana en el Dombás y centro administrativo de la óblast de Lugansk de Ucrania. Está situada en la confluencia de los ríos Lugán y Oljóva. Desde abril de 2014, la ciudad está administrada y ocupada por la República Popular de Lugansk de Rusia, pero si bien la ciudad es reconocida por gran parte de la comunidad internacional como pieza de Ucrania.
Es uno de los centros industriales de la cuenca minera del Donets, donde se fabrican productos como equipamiento para minería y ferrocarriles, alimentos procesados y herramientas. La ciudad cuenta con una escuela de medicina y un instituto de agricultura.

## Historia
Lugansk fue fundada en 1795 como núcleo siderúrgico, Lugansk creció cuando la minería de carbón a gran escala comenzó a desarrollarse en la región, alrededor de 1890. Durante 43 años (entre 1935 y 1958, y nuevamente entre 1970 y 1990) la ciudad se llamó Voroshilovgrado (Voroshilovgrad) en honor al militar soviético Kliment Voroshílov.
En 2014, la ciudad de Lugansk se convirtió en uno de los principales focos de las revueltas prorrusas contra el gobierno de Kiev, llegándose a proclamar la República Popular de Lugansk, como ya ocurriese en otras ciudades de la región como Donetsk.
Después de la contraofensiva de Ilovaisk, fuerzas de la RPL recuperaron Lutúgine y otros suburbios de Lugansk. Las fuerzas ucranianas se retiraron del aeropuerto internacional de Lugansk el 1 de septiembre después de un violento combate.

## Geografía
La ciudad se ubica en una planicie ondulante que se eleva desde el valle del Donets, de norte a sur, hasta la cresta del Donets. Formado por capas gruesa de rocas sedimentarias de los antiguos océanos que existieron alguna vez allí. El punto más elevado es monte Mechetnaya (367 m sobre el nivel del mar). La principal fuente de agua es el río Donets. En la zona hay vegas cubiertas de arena, que en ocasiones forman dunas.
La vegetación que rodea a la ciudad es primordialmente cultivos.

### Clima
Lugansk tiene un clima continental húmedo con veranos cálidos e inviernos muy fríos; no hay estación seca. En el transcurso de un año, las temperaturas fluctúan entre −20,6 grados Celsius (−5,1 °F) y 36,1 grados Celsius (97,0 °F).
La estación cálida abarca de finales de mayo a inicios de septiembre; el día más cálido en promedio suele ser el 9 de agosto; por lo general, la precipitación cae en forma de chubascos. La estación fría cubre de diciembre a marzo; siendo el día más frío el 3 de febrero. Esta suele ser muy nubosa y húmeda; la mayor parte de la precipitación ocurre en forma de nevadas; no obstante, no es típico que la cubierta de nieve dure más allá de unos cuantos días.
| Parámetros climáticos promedio de Lugansk   | Parámetros climáticos promedio de Lugansk | Parámetros climáticos promedio de Lugansk | Parámetros climáticos promedio de Lugansk | Parámetros climáticos promedio de Lugansk | Parámetros climáticos promedio de Lugansk | Parámetros climáticos promedio de Lugansk | Parámetros climáticos promedio de Lugansk | Parámetros climáticos promedio de Lugansk | Parámetros climáticos promedio de Lugansk | Parámetros climáticos promedio de Lugansk | Parámetros climáticos promedio de Lugansk | Parámetros climáticos promedio de Lugansk | Parámetros climáticos promedio de Lugansk |
| Mes                                         | Ene.                                      | Feb.                                      | Mar.                                      | Abr.                                      | May.                                      | Jun.                                      | Jul.                                      | Ago.                                      | Sep.                                      | Oct.                                      | Nov.                                      | Dic.                                      | Anual                                     |
| ------------------------------------------- | ----------------------------------------- | ----------------------------------------- | ----------------------------------------- | ----------------------------------------- | ----------------------------------------- | ----------------------------------------- | ----------------------------------------- | ----------------------------------------- | ----------------------------------------- | ----------------------------------------- | ----------------------------------------- | ----------------------------------------- | ----------------------------------------- |
| Temp. máx. abs. (°C)                        | 12.8                                      | 17.3                                      | 23.1                                      | 31.8                                      | 36.6                                      | 39.4                                      | 40.5                                      | 42.0                                      | 36.8                                      | 31.2                                      | 22.8                                      | 15.6                                      | 42.0                                      |
| Temp. máx. media (°C)                       | -1.0                                      | -0.4                                      | 5.7                                       | 15.6                                      | 22.2                                      | 26.4                                      | 28.7                                      | 28.1                                      | 21.8                                      | 13.9                                      | 5.3                                       | 0.1                                       | 13.9                                      |
| Temp. media (°C)                            | -4.0                                      | -4.1                                      | 1.4                                       | 9.7                                       | 15.8                                      | 20.1                                      | 22.3                                      | 21.2                                      | 15.3                                      | 8.6                                       | 1.8                                       | -2.7                                      | 8.8                                       |
| Temp. mín. media (°C)                       | -6.8                                      | -7.4                                      | -2.4                                      | 4.2                                       | 9.4                                       | 13.8                                      | 16.0                                      | 14.5                                      | 9.4                                       | 4.0                                       | -1.2                                      | -5.5                                      | 4.0                                       |
| Temp. mín. abs. (°C)                        | -41.9                                     | -36.9                                     | -27.3                                     | -12.1                                     | -8.2                                      | -1.8                                      | 5.2                                       | -0.4                                      | -7.2                                      | -16.3                                     | -26.3                                     | -29.6                                     | -41.9                                     |
| Precipitación total (mm)                    | 36                                        | 36                                        | 32                                        | 33                                        | 50                                        | 61                                        | 63                                        | 34                                        | 45                                        | 35                                        | 39                                        | 39                                        | 503                                       |
| Nevadas (cm)                                | 21                                        | 20                                        | 12                                        | 1                                         | 0                                         | 0                                         | 0                                         | 0                                         | 0                                         | 0.3                                       | 5                                         | 17                                        | 76.3                                      |
| Días de lluvias (≥ 1 mm)                    | 5                                         | 4                                         | 7                                         | 13                                        | 13                                        | 14                                        | 12                                        | 9                                         | 11                                        | 11                                        | 11                                        | 6                                         | 116                                       |
| Días de nevadas (≥ 1 mm)                    | 12                                        | 12                                        | 7                                         | 1                                         | 0                                         | 0                                         | 0                                         | 0                                         | 0                                         | 1                                         | 5                                         | 12                                        | 50                                        |
| Horas de sol                                | 47.2                                      | 73.8                                      | 131.1                                     | 177.6                                     | 274.9                                     | 287.4                                     | 305.5                                     | 291.4                                     | 210.6                                     | 135.4                                     | 59.4                                      | 39.0                                      | 2033.3                                    |
| Humedad relativa (%)                        | 84                                        | 82                                        | 77                                        | 65                                        | 62                                        | 63                                        | 63                                        | 60                                        | 67                                        | 75                                        | 84                                        | 85                                        | 72                                        |
| Fuente n.º 1: Погода и Климат               |                                           |                                           |                                           |                                           |                                           |                                           |                                           |                                           |                                           |                                           |                                           |                                           |                                           |
| Fuente n.º 2: WMO (Horas de sol, 1981-2010) |                                           |                                           |                                           |                                           |                                           |                                           |                                           |                                           |                                           |                                           |                                           |                                           |                                           |

## Demografía
| Gráfica de evolución de Lugansk entre 1861 y 2014 |
|                                                   |

Su población, según estimaciones de 1991, era de 503 900 habitantes. En 2001 fueron censadas 463 097 personas. La población estimada en 2013 era de 425 848 habitantes. La lengua materna del 85.33 % de la población es el ruso y del 13.7 % el ucraniano. En el censo de 2001 los habitantes se identificaron por su pertenencia étnica, 50 % ucranianos; 45 % rusos; 1 % bielorrusos; 1 % judíos y 1 % otros.

## Deportes
- FC Zoryá Lugansk actualmente compite en la Liga Nacional y la Copa, también debido al conflicto del Dombás en Donetsk y Lugansk tuvo que cambiar su sede a Zaporiyia al igual que el Shakhtar Donetsk a Járkov. Su estadio es el Slavutych-Arena
- FC Dinamo Lugansk fue un equipo que jugó la Persha Liha y la Druha Liha.

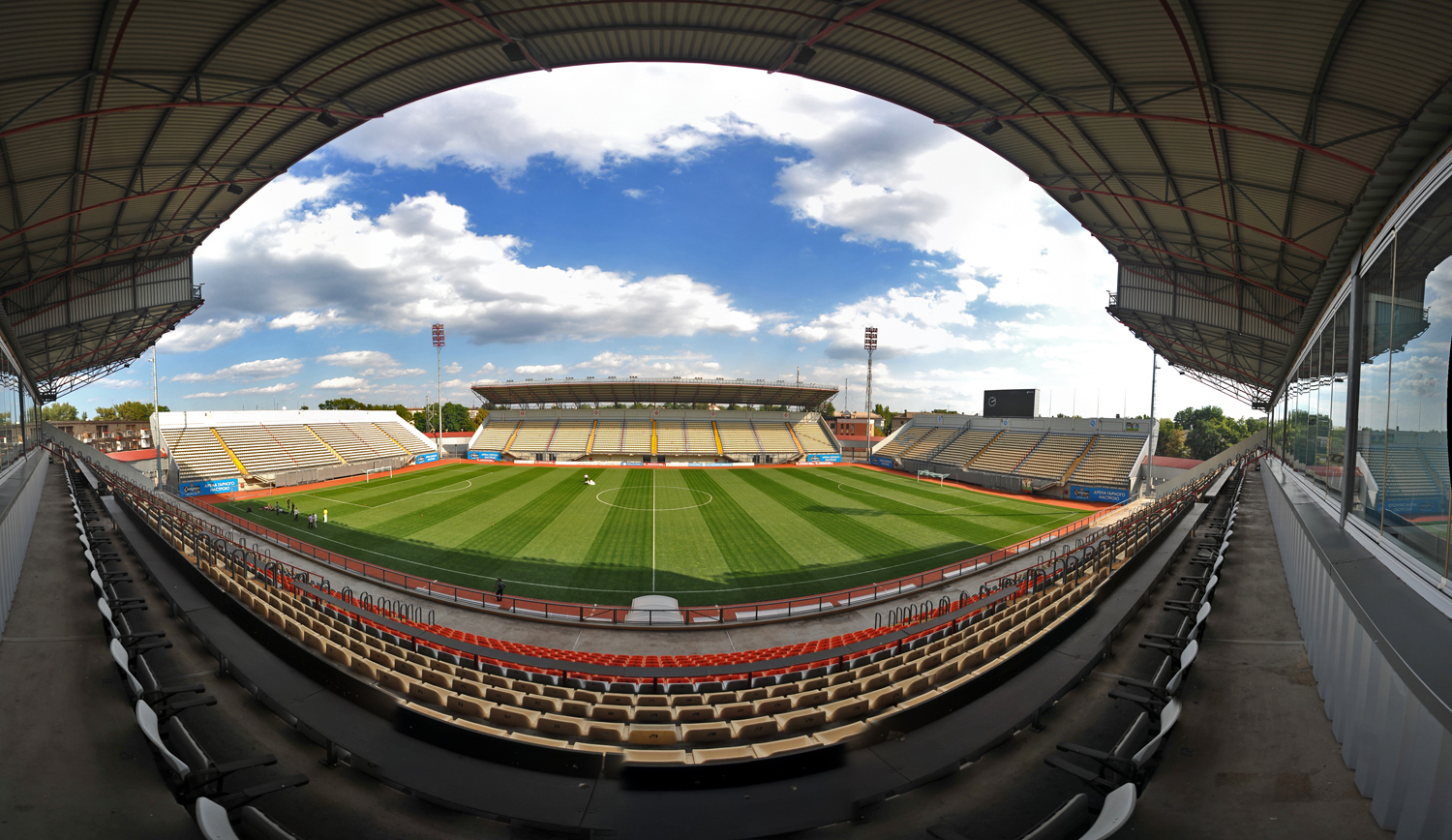
Slavutych-Arena

## Ciudades hermanadas
- Saint-Étienne (Francia), Donetsk